# Koyaanisqatsi
Koyaanisqatsi (también conocida como Koyaanisqatsi: Life Out of Balance) es una película experimental del año 1982 dirigida por Godfrey Reggio. Se trata de un documental en el que se muestran imágenes de gran impacto visual y emocional sobre el efecto destructivo del mundo moderno en el medio ambiente. Las imágenes van acompañadas por música compuesta por el minimalista Philip Glass. El nombre de la película significa «Vida fuera de equilibrio» en la lengua de los hopi, antigua tribu americana que habita en la meseta central de Estados Unidos.
La película hace un uso extenso de la cámara lenta y el time-lapse y no contiene ni diálogo ni narración. Compuesta principalmente por imágenes de ciudades y paisajes naturales a lo largo de los Estados Unidos crea un poema visual cuyo tono es establecido mediante la yuxtaposición de imágenes y música.  Reggio se refiere a la falta de diálogo diciendo que «no se trata de falta de amor por el lenguaje por lo que estas películas no tienen palabras. Es porque, desde mi punto de vista, nuestro lenguaje se encuentra en un estado de vasta humillación. Ya no logra describir el mundo en que vivimos». Describe cómo con el paso del tiempo el mundo se ha deteriorado por culpa del ser humano y su ámbito de seguirse desarrollando en este caso con la tecnología.
Koyaanisqatsi es la primera película de la trilogía Qatsi, seguida por Powaqqatsi (1988) y Naqoyqatsi (2002). La trilogía trata diferentes aspectos de la relación entre seres humanos, naturaleza y tecnología. Koyaanisqatsi es la más conocida de la trilogía y es considerada una película de culto. Sin embargo, por problemas de copyright la película estuvo fuera de publicación durante la mayor parte de la década de los noventa.
En el 2000, la película fue considerada «cultural, histórica y estéticamente significativa» por la Biblioteca del Congreso de Estados Unidos y seleccionada para su preservación en el National Film Registry.

## Sinopsis
La película comienza con un pictograma de una serie de altas figuras con aspecto de sombras cerca de una figura más alta con una corona. La siguiente imagen es un primer plano de un cohete durante su lanzamiento. La película se funde con un plano del paisaje desolado de un desierto. A partir de este momento progresa con imágenes de varios fenómenos naturales como olas y nubes.
La introducción a la relación del ser humano con el medio ambiente se da con imágenes de flores cultivadas, un camión minero produciendo polvo negro, estaciones petroleras, plantas energéticas, detonaciones de bombas atómicas y otras. Tras las detonaciones la siguiente secuencia comienza con un plano de gente tomando el sol en la playa, realizando un travelling hacia una planta energética, situada tras la playa. Aparecen planos de patrones de movimiento del tráfico y se continua con material de archivo de tanques soviéticos alineados. A continuación se muestran diversos planos de gente caminando por la calle a cámara lenta.

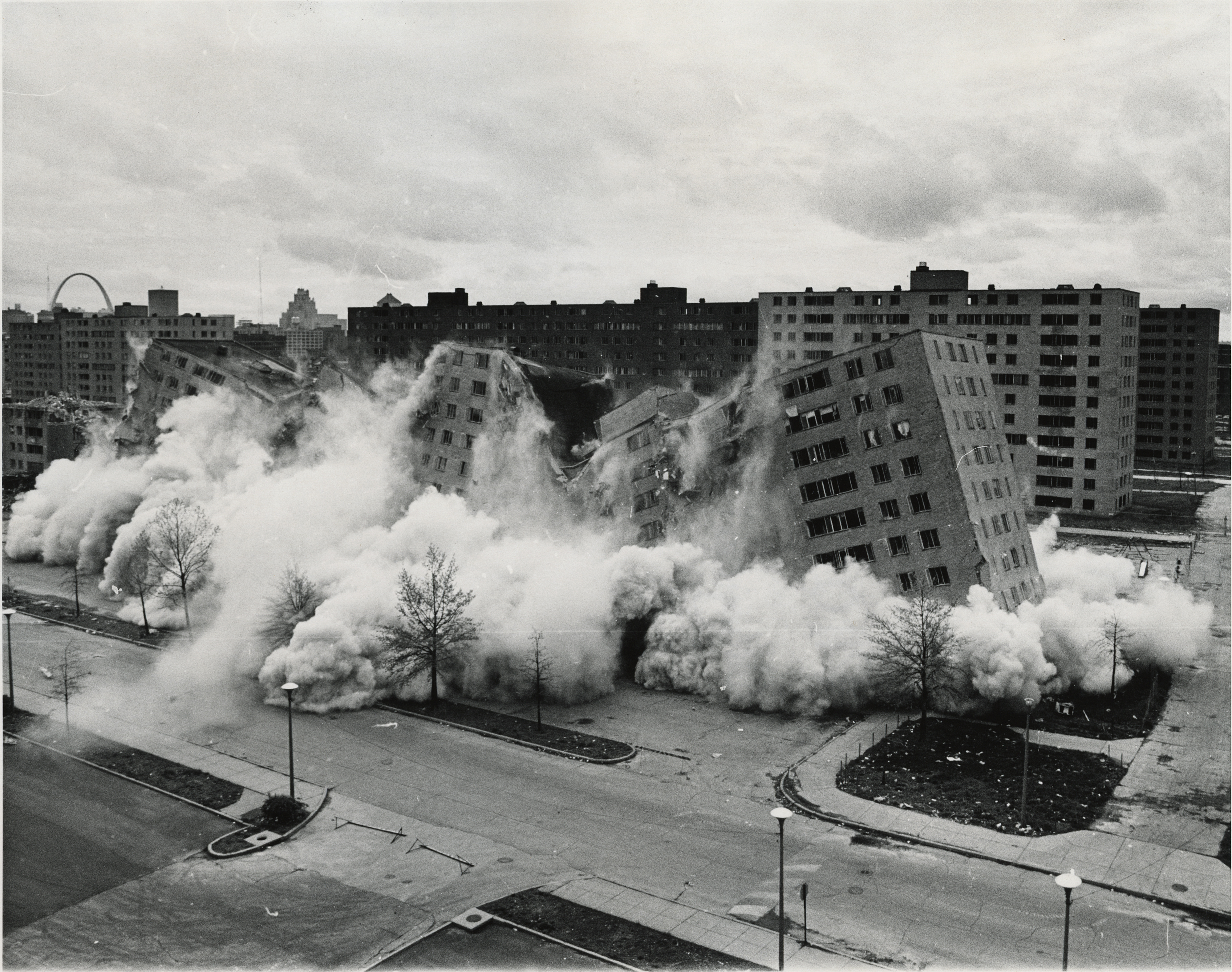
La demolición del complejo urbanístico Pruitt-Igoe en San Luis (Misuri) fue una de las primeras escenas grabadas cuando la producción comenzó en 1975.

La siguiente secuencia comienza con planos de edificios y el reflejo del sol en el cristal de los rascacielos. A lo largo de la secuencia se hace uso de time-lapse de actividades modernas en las que la gente interactúa con la tecnología. Tras unos primeros planos del tráfico nocturno desde un rascacielos se continúa con otro de la luna desapareciendo tras un rascacielos. Los siguientes planos son planos más cercanos de coches. A continuación el sol sale y la gente se dirige a trabajar rápidamente. La película muestra la operación de las máquinas de empaquetamiento de comida sin modificar la velocidad. Se ve a la gente haciendo diversas actividades relacionadas con la tecnología y tras un plano de perritos calientes en la cadena de producción se continúa con gente subiendo por escaleras mecánicas. Haciendo especial hincapié en la estructura de la vida en la ciudad se muestra el movimiento del tráfico, de carros de la compra y gente moviéndose por diferentes espacios haciendo uso del time-lapse y el ritmo y estructura de la música para mostrar la frenética velocidad de la vida moderna, en la que la gente realiza todas sus actividades, tanto de trabajo como de ocio, a la misma velocidad.
Se muestran a continuación más planos de tráfico en la carretera. Se suceden varios planos subjetivos del movimiento de coches, carros de la compra y televisores en una fábrica, mostrando a continuación un zapping frenético de varios canales de televisión. Tras esto se muestra a cámara lenta diversos planos de gente reaccionando al ver que están siendo filmados en las calles. La cámara se queda grabándolos hasta que son conscientes de su presencia y miran directamente a esta. A continuación vemos coches a una velocidad mucho mayor que la anterior.
En la secuencia final se muestran imágenes de microchips y fotografías de satélite de ciudades, haciendo una comparación entre sus estructuras. A continuación se pueden ver varios planos de gente diversa, desde vagabundos a debutantes. La secuencia final muestra las imágenes de un cohete despegando y otro explotando, con la cámara siguiendo la caída de un motor en llamas y su rastro de vapor en el cielo azul mientras cae hacia la tierra. La película acaba con otra imagen del pictograma.

## Música
La banda sonora de la película fue compuesta por Philip Glass y lanzada el año 1983. En la primera edición el lanzamiento de la banda sonora no contenía toda la música de la película y fue relanzada en 1998 con una nueva grabación que presentaba la banda sonora completa como un álbum de Philip Glass más que como la banda sonora de la película. La música de la película se ha hecho tan popular que The Philip Glass Ensemble ha hecho tours mundiales tocándola ante una pantalla en la que la película es proyectada.
Recientemente la banda británica GoGo Penguin ha elaborado una nueva banda sonora para la película.

## Significado
En palabras de Reggio, las películas de la trilogía Qatsi tienen la intención de crear una experiencia y «el significado de la película depende del espectador». Reggio también ha establecido que «estas películas nunca han tratado de los efectos de la tecnología, de la industria en la gente. Han tratado sobre como todos y todo: política, educación, estructura financiera, la estructura del estado, el lenguaje, la cultura, la religión, todo ello existe dentro de la tecnología. Así que no se trata del efecto de esta, si no de todo lo que existe dentro de ella. No es que usemos la tecnología, vivimos en la tecnología. La tecnología se ha hecho tan ubicua como el aire que respiramos...».